# Bucculatrix cretica
Bucculatrix cretica is een vlinder uit de familie ooglapmotten (Bucculatricidae). De wetenschappelijke naam is voor het eerst geldig gepubliceerd in 1991 door Deschka.
De soort komt voor in Europa.